# Qin Anterior
Qin, conocido como Qin Anterior, Antiguo Qin o Fu Qin (苻秦) en la historiografía, fue un estado dinástico de China gobernado por el clan Fu (Pu) de etnia Di prototibetana durante el periodo de los Dieciséis Reinos. 
El prefijo adjetival "anterior" o "antiguo" se utiliza para distinguirlo del "Estado dinástico Qin Posterior" (384-417).
El nombre del Estado Qin (秦) procede de la primera dinastía china: la dinastía Qin. El núcleo de la dinastía se encontraba en la actual provincia de Shaanxi, por lo que el nombre también se utiliza como topónimo de la zona alrededor de Xi'an. Los primeros Qin también se proclamaron por primera vez en esta zona, por lo que utilizaron este nombre como denominación de este Estado.

## Historia
Fundado tras el colapso de la dinastía Zhao Posterior en 351, completó la unificación del norte de China en 376 durante el reinado de Fu Jian (emperador Xuanzhao), siendo el único estado de los Dieciséis Reinos en lograrlo. Su capital fue Chang'an, en el valle del río Wei, hasta la muerte de Fu Jian en 385. 
En 383, la severa derrota de Qin Anterior a manos de la dinastía Jin en la batalla del río Fei alentó los levantamientos, dividiendo el territorio de los Qin Anterior en dos partes no contiguas tras la muerte de Fu Jian. Uno de los remanentes, en la actual Taiyuan (Shanxi), fue pronto aplastado en 386 por los Xianbei bajo los Yan Posterior y los dinglings. El otro luchó en territorios muy reducidos alrededor de la frontera de los actuales Shaanxi y Gansu hasta su desintegración final en 394 tras años de invasiones por parte de Qin Occidental y Qin Posterior.
Todos los gobernantes de Qin Anterior se autoproclamaron "emperador", excepto Fu Jian, que solo reclamó el título de "rey celestial" (Tian Wang). No obstante, fue considerado emperador a título póstumo por la corte imperial de Qin Anterior.